# هالی‌دی لیک (آیووا)
هالی‌دی لیک (به انگلیسی: Holiday Lake) شهری در ایالت آیووا کشور ایالات متحده آمریکا است که جمعیت آن در سرشماری سال ۲۰۱۰ میلادی، ۴۳۳ نفر بوده‌است.